# Гадди, Клементе
Клементе Гадди (итал. Clemente Gaddi; 23 декабря 1901, Манделло-дель-Ларио, Лекко, Ломбардия, Королевство Италия — 7 ноября 1993, Бергамо) — итальянский прелат, Ординарий Епархии Никозии, Коадъютор Архиепархии Сиракузы, титулярный архиепископ Дарни, Ординарий Епархии Бергамо.

## Биография
18 сентября 1926 рукоположен в сан священника, долгое время преподавал в епархиальной семинарии в Комо, затем — пробст (итал. Prevosto) Черноббьо и, наконец, — про генеральный викарий епархии Комо.

## Епископское служение
24 июня 1953 назначен епископом и 6 сентября в кафедральном соборе Комо хиротонисан в сан епископа Никозии.
21 июля 1962 возведен в сан титулярного архиепископа Дарни и назначен коадъютором архиепархии Сиракузы.
С 25 сентября 1963 — ординарий епархии Бергамо.
Вошел в историю, как епископ сосредоточивший активность на пастырской деятельности, проповедничестве, евангелизации и формировании духовенства, инициатор реконструкции епархиальной семинарии Иоанна XXIII в Верхнем городе.
Его именем названа площадь в родном поселке.
Погребен в епископской усыпальнице в крипте кафедрального собора Бергамо.